# Charaxes kahruba
Charaxes kahruba är en fjärilsart som beskrevs av Moore 1895. Charaxes kahruba ingår i släktet Charaxes och familjen praktfjärilar. Inga underarter finns listade i Catalogue of Life.

## Bildgalleri

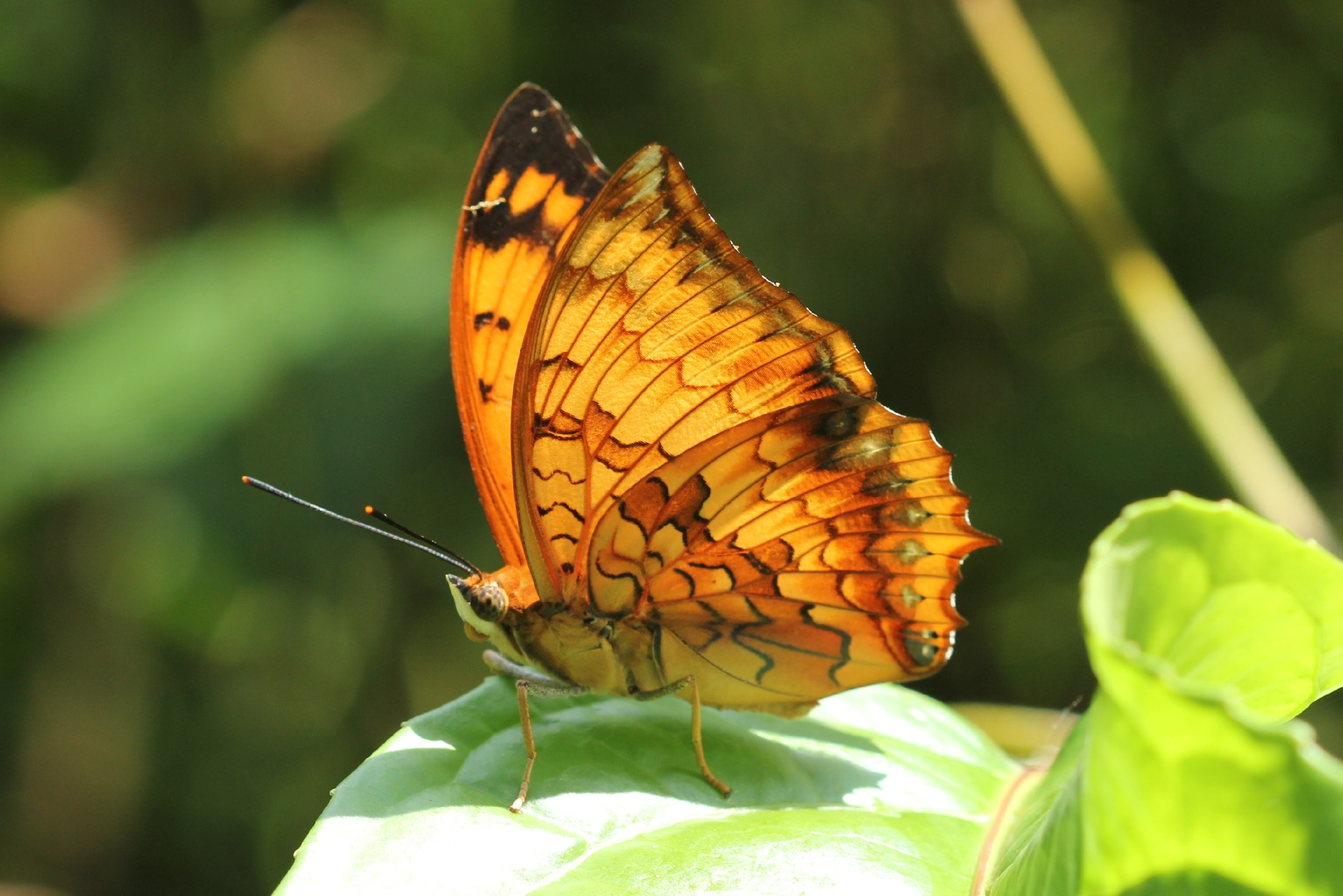